# إقبال جهكرا
إقبال ظفر جهكرا (بالأردية: اقبال ظفر جھگڑا) (17 مايو 1947 - ) سياسي باكستاني شغل منصب الحاكم الثامن والعشرين لخيبر بختونخوا. وعمل سابقًا كعضو في مجلس الشيوخ وكذلك أمين عام الرابطة الإسلامية الباكستانية (ن). ولد في 17 مايو 1947 في بيشاور خلال الراج البريطاني.